# 구스타브 호른
구스타프 호른 백작(스웨덴어: Gustav Horn, 1592년 10월 22일 ~ 1657년 5월 10일)은 스웨덴 제국의 핀란드계 군인이자 정치인이다.
그는 육군 원수 칼 호른과 아즈네타 폰 델비크 사이에서 막내로 태어났으며 캉카스의 호른 가로 불리는 귀족 가문에서 태어났다. 1628년에는 스웨덴 제국의 육군 원수 중 1명이 되었고, 1652년에는 스웨덴령 리보니아의 총독으로 부임했다. 그는 1631년 브라이텐펠트 전투에서 스웨덴의 승리를 확보한 유능한 군인이었다. 그는 30년 전쟁에서 뛰어난 활약을 보여주었다. 크리스티나 여왕이 1651년 그에게 포리 백작이라는 작위를 하사했다.

## 교육과 군사적 업적
어린 구스타프 호른은 유럽의 여러 대학에서 공부했으며, 러시아 차르국과의 전쟁에 참여하기도 했다. 그는 네덜란드 공화국에서 나사우의 마우리츠로부터 군사학을 배우기도 했다. 중령으로써 그는 1621년 리가 포위전에 참전해 심각한 부상을 입었다. 그는 리보니아령 에스토니아의 타르투를 정복하는데 앞장섰고, 1620년 말 폴란드-리투아니아 연방과의 전쟁에서 리보니아를 지키는데 성공했다. 1628년, 구스타브 2세 아돌프로부터 육군 원수로 진급하게 되었다.

## 30년 전쟁에서의 활약
1630년 30년 전쟁에서 스웨덴 국왕이 참전하기로 결정했고, 구스타브 호른은 두 번째 사령관으로 임명되었다. 틸리 백작 요한 체르클라에스의 군대를 1631년 브라이텐펠트 전투에서 막은 그는 작센 동맹군과 함께 스웨덴 본군을 공격하려는 신성 로마 제국군을 격파했다. 이후 호른의 군대는 프랑코니아로 진격하고 튜턴 기사단의 마을이었던 메르겐하임과 밤베르크 백작령을 공격했다. 이후 그는 라인란트로 진격해 코블렌츠와 트리에르를 점령한 후 스와비아로 진군했다. 구스타브 2세 아돌프가 1632년 11월 뤼첸에서 죽자 육군 원수 구스타브 호른과 요한 바네르는 스웨덴 군의 총사령관이 되었다. 구스타브 호른의 시아버지였던 옥셴세르나가 스웨덴 정부의 전권을 맡았다.
1634년 발렌슈타인이 암살된 이후 호른은 스와비아의 몇몇 지역을 되찾는데 성공했지만 위베를링겐의 포위전에서는 실패했다. 1634년 9월 그의 병력과 작센의 베른하르트 병력은 뇌르틀링겐 전투에서 신성 로마 제국군과 스페인군에 의해 패배했다. 호른은 감옥으로 이송되어 1642년까지 부르크하우젠 성에 수감되었다. 이후 그는 3명의 제국 측 장교와 교환된다.